# Adrienne Shelly
Adrienne Shelly (ur. 16 czerwca 1966 w Nowym Jorku, USA, zm. 1 listopada 2006 tamże) – amerykańska aktorka, reżyserka i scenarzystka.
Shelly znana jest przede wszystkim jako aktorka filmów Hala Hartleya (Trust, The Unbelievable Truth).
Jej ostatni film, Kelnerka, który wyreżyserowała i w którym gra jedną z głównych ról, miał swoją premierę w maju 2007, pół roku po jej śmierci. Shelley pisała scenariusz tego filmu będąc w ciąży; jej córka Sophie Ostroy pojawia się następnie w filmie, gdzie gra dziecko głównej jego postaci, Jenny. Film pokazywany był w ramach konkursu na festiwalu w Sundance.

## Okoliczności śmierci
Pierwotnie policja uznała samobójstwo aktorki. W trakcie śledztwa ujawniono, że mordercą Adrienne Shelly był 19-letni Diego Pillco – pracownik budowlany, który jako pierwszą wersję przyczyny zabójstwa podał sprzeczkę o hałas wywołany pracą ekipy remontowej przeprowadzającej prace w budynku. W trakcie rozprawy przyznał, że motywem zabójstwa było przyłapanie go na kradzieży w mieszkaniu Shelly. Aktorka zmarła od uduszenia, a Pillco upozorował samobójstwo poprzez powieszenie ciała w łazience. Za morderstwo Pillco został skazany na 25 lat pozbawienia wolności.

## Filmografia

### Scenarzystka
- 2007: Kelnerka
- 1999: I’ll Take You There
- 1997: Lois Lives a Little
- 1997: Sudden Manhattan

### Reżyserka
- 2007: Kelnerka
- 1999: I’ll Take You There
- 1997: Sudden Manhattan
- 1997: Lois Lives a Little
- 1994: Urban Legend

### Aktorka
- 2007: Kelnerka
- 2005: Factotum jako Jerry
- 2001: Revolution #9 jako Kim Kelly
- 2000: Rock the Boat jako Samantha
- 2000: Dead Dog jako pani Marquet
- 1999: I’ll Take You There jako Lucy
- 1998: Zmagania z aligatorami (Wrestling with Alligators) jako Mary
- 1997: Regulars, The
- 1997: Sudden Manhattan jako Donna
- 1997: Grind jako Janey
- 1994: Zakładniczka (Teresa’s Tattoo) jako Teresa/Gloria
- 1994: Opera No. 1 jako Wróżka
- 1994: Sleeping with Strangers jako Jenny
- 1994: Droga śmierci (Road Killers, The) jako Red
- 1994: Dwoje, czyli troje (Sleep with Me) jako Pamela
- 1993: Hold Me, Thrill Me, Kiss Me jako Dannie
- 1993: Hexed jako Gloria O’Connor
- 1992: Big Girls Don’t Cry... They Get Even jako Stephanie8
- 1991: Samotny w Ameryce (Lonely in America) jako kobieta
- 1990: Trust jako Maria Coughlin
- 1989: Niezwykła prawda (The Unbelievable Truth) jako Audry Hugo

Aktorka – gościnnie
- 1996-2000: Zdarzyło się jutro (Early Edition) jako Emma Shaw
- 1993-1999: Homicide: Life on the Street jako Tanya Quinn (1994)